# ジョージ・アーサー・マシューズ
ジョージ・アーサー・マシューズ（George Arthur Mathews, 1852年6月4日 - 1941年4月19日）は、アメリカ合衆国の弁護士である。サウスダコタ州ブルッキングズに拠点を置いた。ダコタ準州政府で活動し、連邦下院の準州代表にもなった。
マシューズは、ニューヨーク州セントローレンス郡のポツダムで生まれ、アイオワ州ファイエットのアッパーアイオワ大学とアイオワシティのアイオワ大学で法律を学んだ。1878年に弁護士免許を取得し、アイオワ州コーニングで開業した。
彼は1879年、ダコタ準州（現在のサウスダコタ州）ブルッキングズへ移った。1884年に、彼はダコタ準州第5巡回裁判所の検察官となった。これにより、彼は自動的に準州議会の議員となり、1887から1888年まで議長を務めた。1888年に共和党員として米国下院の準州代表に選出されたが、1889年3月4日から、ノースダコタ州とサウスダコタ州が連邦に加わった同年11月2日まで務めるに留まった。
マシューズは弁護士業に復帰したが、1897年から1903年までブルッキングズ市長を務めた。1910年に引退し、カリフォルニア州ロサンゼルスへ転居した。同地で1914年に死去した彼は荼毘に付され、遺灰はサウスダコタ州ブルッキングズのグリーンウッド墓地に埋葬された。